# Acadiens à Saint-Pierre-et-Miquelon

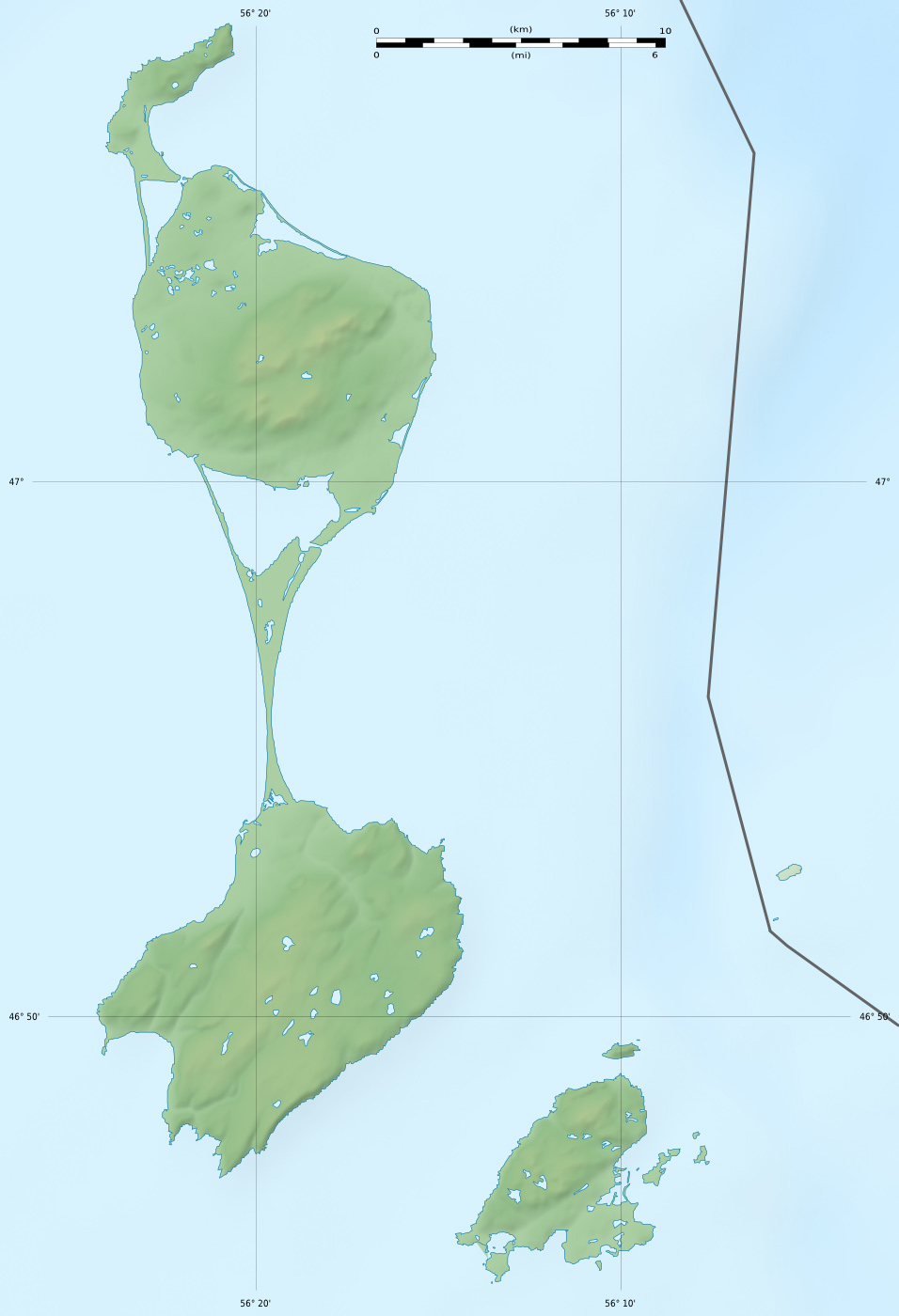
Carte topographique de Saint-Pierre-et-Miquelon.

Il existe une communauté acadienne à Saint-Pierre-et-Miquelon, archipel français d'Amérique du Nord. Celle-ci est arrivée lors de la déportation des Acadiens, une étape du Grand Dérangement.

## Histoire
Les Acadiens sont un peuple descendant des colons français installés à partir de 1604 en Acadie. Ils entretenaient des relations privilégiées avec les Micmacs, les autochtones de l'Acadie, et étaient généralement ignorés par la France, ce qui alimenta chez eux un sentiment d'indépendance. Les Acadiens cultivaient des riches marais salés au moyen d'aboiteaux, ce qui leur fit acquérir une certaine aisance matérielle.
En 1713, à la suite de la signature du traité d'Utrecht, une partie de l'Acadie passa sous domination britannique et fut rebaptisée Nouvelle-Écosse.
Le britannique Charles Lawrence, alors gouverneur de la Nouvelle-Écosse commença la déportation des Acadiens en 1755. Beaucoup d'entre eux furent déportés en France. Certains trouvèrent refuge à Saint-Pierre-et-Miquelon, seule colonie d'Amérique du Nord restée française à la suite du traité de Paris de 1763. Ils seront envoyés en France en 1778, date à laquelle Saint-Pierre-et-Miquelon fut prise par les Britanniques. L'archipel fut restitué à la France en 1783 et les habitants revinrent l'occuper jusqu'en 1793, date à laquelle ils furent une nouvelles fois chassés par les Britanniques jusqu'en 1797. Ce n'est qu'en 1815 que Saint-Pierre-et-Miquelon fut définitivement intégré à la France, et la population s'installa pour de bon dans l'archipel en 1816.

## De nos jours
Aujourd'hui encore, il existe des descendants de déportés acadiens à Saint-Pierre-et-Miquelon, notamment sur l'île de Miquelon. Toutefois, l'ascendance acadienne y reste relativement modeste, la plupart des habitants de cet archipel français étant d'origine basque, bretonne ou normande.